# Salif Sané
Pour les articles homonymes, voir Sané.
Salif Sané, né le 25 août 1990 à Lormont (Gironde), est un footballeur international sénégalais qui évolue au poste de défenseur central au SA Mérignac, en Régional 1.

## Biographie

### Carrière en club

#### Girondins de Bordeaux (2010-2012)
Salif est le frère de Ludovic Sané, lui aussi footballeur professionnel. Il a intégré la réserve des Girondins de Bordeaux menée par Patrick Battiston et Marius Trésor lors de la saison 2009/2010, il a joué 24 matches en CFA et à chaque fois il était titulaire. Seul petit bémol dans cette saison : le carton rouge prit face à Pau lors de la 21e journée. Au terme de la saison, l'équipe est reléguée en CFA 2.
En 2010, il signe son premier contrat pro, d'une durée de quatre ans. Il est pris dans le groupe professionnel pour la 1re fois contre Rennes le 12 décembre 2010. Il est titulaire d'entrée au poste de latéral droit. Il fait un très bon match. Il étonne tout le monde lors de sa 1re rentrée en touche qui a été extrêmement longue. Les Girondins s'en sont servis comme une arme offensive à chaque fois que des touches étaient près de la surface de réparation, à l'anglaise. Salif a été titularisé lors des trois journées suivantes de championnat face à Sochaux, Lens et Marseille. Il a aussi été titulaire lors du 32e de finale de Coupe de France face à Rouen.

#### AS Nancy (2011-2013)
Salif possède des qualités athlétiques exceptionnelles (1,94 m – 88 kg). C'est un jeune milieu polyvalent mais peut jouer aussi comme latéral droit. Il est travailleur et patient, et sûrement un futur grand milieu défensif. Salif Sané avait fait un essai concluant a l'AS Nancy Lorraine et Jean Fernandez était convaincu.
Le 17 décembre 2011, arriva enfin son premier but de sa carrière professionnelle contre le SM Caen et sous ces nouvelles couleurs blanc et rouge. Pour la nouvelle année, Salif fait un cadeau précieux pour L'ASNL en marquant un but de la tête d'un corner tiré par la nouvelle recrue en provenance de Grenade en Espagne Yohan Mollo pour arracher le match nul 2-2 contre le  Lorient.

#### Hannover 96 (2013-2018)
Après la relégation de l'AS Nancy Lorraine en Ligue 2 à l'issue de l'exercice 2012-2013, il signe un contrat de quatre ans au Hanovre 96, pensionnaire de Bundesliga, le montant du transfert s'élève à un million d'euros. 

#### Schalke 04 (2018-2022)
En fin de contrat en juin 2018, il signe en faveur de Schalke 04 jusqu'en juin 2022.
En 2022 il ne renouvelle pas son contrat pour cause de nombreuses blessures.

#### FC Libourne (2024-)
Le 8 février 2024, libre de tout contrat depuis plus d'un an, il s'engage pour la fin de saison au FC Libourne.

## Statistiques
| Saison                | Club                     | Championnat           | Championnat | Championnat | Coupe nationale | Coupe nationale | Coupe de la Ligue | Coupe de la Ligue | Compétition(s) continentale(s) | Compétition(s) continentale(s) | Compétition(s) continentale(s) | Total | Total |
| Saison                | Club                     | Division              | M.          | B.          | M.              | B.              | M.                | B.                | Comp.                          | M.                             | B.                             | M.    | B.    |
| 2010-2011             | Girondins de Bordeaux    | Ligue 1               | 4           | 0           | 1               | 0               | -                 | -                 | -                              | -                              | -                              | 5     | 0     |
| Sous-total            | Sous-total               | Sous-total            | 4           | 0           | 1               | 0               | -                 | -                 | -                              | -                              | -                              | 5     | 0     |
| 2011-2012             | AS Nancy-Lorraine (prêt) | Ligue 1               | 32          | 2           | 1               | 0               | -                 | -                 | -                              | -                              | -                              | 33    | 2     |
| 2012-2013             | AS Nancy-Lorraine        | Ligue 1               | 34          | 2           | 2               | 0               | 1                 | 0                 | -                              | -                              | -                              | 37    | 2     |
| Sous-total            | Sous-total               | Sous-total            | 66          | 4           | 3               | 0               | 1                 | 0                 | -                              | -                              | -                              | 70    | 4     |
| 2013-2014             | Hannover 96              | Bundesliga            | 19          | 2           | 1               | 0               | -                 | -                 | -                              | -                              | -                              | 20    | 2     |
| 2014-2015             | Hannover 96              | Bundesliga            | 18          | 2           | -               | -               | -                 | -                 | -                              | -                              | -                              | 18    | 2     |
| 2015-2016             | Hannover 96              | Bundesliga            | 31          | 2           | 2               | 1               | -                 | -                 | -                              | -                              | -                              | 33    | 3     |
| 2016-2017             | Hannover 96              | 2. Bundesliga         | 28          | 2           | 3               | 1               | -                 | -                 | -                              | -                              | -                              | 31    | 3     |
| 2017-2018             | Hannover 96              | Bundesliga            | 32          | 4           | 2               | 0               | -                 | -                 | -                              | -                              | -                              | 34    | 4     |
| Sous-total            | Sous-total               | Sous-total            | 128         | 12          | 8               | 2               | -                 | -                 | -                              | -                              | -                              | 136   | 14    |
| 2018-2019             | Schalke 04               | Bundesliga            | 30          | 2           | 4               | 2               | -                 | -                 | C1                             | 6                              | 0                              | 40    | 4     |
| 2019-2020             | Schalke 04               | Bundesliga            | 15          | 2           | 1               | 0               | -                 | -                 | -                              | -                              | -                              | 16    | 2     |
| 2020-2021             | Schalke 04               | Bundesliga            | 14          | 0           | 1               | 0               | -                 | -                 | -                              | -                              | -                              | 15    | 0     |
| 2021-2022             | Schalke 04               | 2. Bundesliga         | 11          | 0           | -               | -               | -                 | -                 | -                              | -                              | -                              | 11    | 0     |
| Sous-total            | Sous-total               | Sous-total            | 70          | 4           | 6               | 2               | -                 | -                 | -                              | 6                              | 0                              | 82    | 6     |
| 2023-2024             | FC Libourne              | National 2            | 7           | 0           | -               | -               | -                 | -                 | -                              | -                              | -                              | 7     | 0     |
| Total sur la carrière | Total sur la carrière    | Total sur la carrière | 275         | 17          | 18              | 4               | 1                 | 0                 | -                              | 6                              | 0                              | 300   | 21    |

## Palmarès
| Schalke 04 (1)                                        | Hanovre 96                                             |
| ----------------------------------------------------- | ------------------------------------------------------ |
| - Championnat d'Allemagne de D2 (1) - Champion : 2022 | - Championnat d'Allemagne de D2 - Vice-champion : 2018 |

| Sénégal                                                           |
| ----------------------------------------------------------------- |
| - Coupe d'Afrique des nations de football 2019 - Finaliste : 2019 |